# Дисфункція голосових зв'язок
Дисфункція голосових зв'язок (синонім: синдром парадоксального руху голосових зв'язок) це патологічний стан, що уражує голосові зв'язки та характеризується повним чи частковим закриттям голосової щілини, що зазвичай відбувається протягом коротких періодів на вдиху, але також може мати місце впродовж видиху. Хоча виявлено декілька факторів, що грають роль у цьому стані, точна причина дисфункції голосових зв'язок невідома. Для діагностики дисфункції голосових зв'язок рекомендується дослідити чи візуально оцінити голосові зв'язки протягом епізоду проявлення цього стану, а також виключити інші стани, що можуть вражати верхні чи нижні дихальні шляхи. Лікування дисфункції голосових зв'язок часто поєднує поведінкові, медичні та психологічні методи. Хоча інформація щодо частоти виникнення та розповсюдженості дисфункції голосових зв'язок обмежена, відомо, що найчастіше вона виникає у молодих жінок.